# 11836 Ейлін
11836 Ейлін (11836 Eileen) — астероїд головного поясу, відкритий 5 лютого 1986 року.
Тіссеранів параметр щодо Юпітера — 3,380.